# Пехлеви, Ясмин
Ясмин Пехлеви  (перс. یاسمین پهلوی‎; род. 26 июля 1968, Тегеран, Иран) — супруга Резы Кира Пехлеви, нынешнего главы дома Пехлеви и наследника упразднённого иранского шахского трона.

## Биография
Ясмин Этемад Амини родилась в госпитале Парс в Тегеране, столице Ирана, 26 июля 1968 года. Она посещала занятия в частной Тегеранской общинной школе, но из-за роста политической и общественной напряжённости в Иране в конце 1970-х годов её семья приняла решение покинуть страну. Они осели на территории Сан-Франциско (Калифорния, США), где Ясмин продолжила своё обучение в Высшей школе Нотр-Дам в Белмонте.
Потом она закончила столичный Университет Джорджа Вашингтона, получив степень бакалавра в области политологии, и докторантуру в области юриспруденции в Школе права при этом университете. Ясмин является членом Мэрилендской коллегии адвокатов.
Ясмин в течение 10 лет работала адвокатом в Детском юридическом центре, защищая интересы детей, оказавшихся в опасности или в затруднении. Ясмин была также соучредителем и директором «Фонда для детей Ирана». Задачей фонда, основанного в 1991 году и существующего поныне, является оказание медицинской помощи детям иранского происхождения. Принцесса Ясмин ушла с руководящей роли в фонде 11 февраля 2014 года.

## Семья и дети
Ясмин вышла замуж за Резу Кира Пехлеви 12 июня 1986 года. Всего у Ясмин и Резы Пехлеви трое детей, все дочери:
1. Нур Пехлеви,  (родилась 3 апреля 1992);
2. Иман Пехлеви,  (родилась 12 сентября 1993) — 10 мая 2025 года в Нью-Йорке вышла замуж за Бредли Шермана;
3. Фарах Пехлеви,  (родилась 17 января 2004).

Семья проживает в изгнании в США. Дети супругов получили или получают образование в американских учебных учреждениях.